# Марткоплишвили, Анзор Арсенович
Анзор (Пируз) Арсенович Марткоплишвили (груз. ფირუზ არსენის ძე მარტყოფლიშვილი; 14 сентября 1937 или 14 октября 1940, Грузия — 11 мая 2018) — советский самбист и дзюдоист, чемпион и призёр чемпионатов СССР по самбо, чемпион Европы по дзюдо, мастер спорта СССР международного класса. Выпускник Грузинского государственного института физической культуры и Тбилисского сельскохозяйственного института. Заслуженный тренер СССР и Грузии. Вице-президент Федерации дзюдо Грузии.

## Спортивные достижения
- Чемпионат СССР по самбо 1961 года — ;
- Чемпионат СССР по самбо 1963 года — ;
- Чемпионат СССР по самбо 1966 года — ;
- Чемпионат СССР по самбо 1969 года — ;
- Чемпионат СССР по самбо 1970 года — ;